# East Compton
East Compton és una concentració de població designada pel cens dels Estats Units a l'estat de Califòrnia. Segons el cens del 2000 tenia 9.286 habitants.

## Demografia
Segons el cens del 2000, East Compton tenia 9.286 habitants, 1.849 habitatges, i 1.669 famílies. La densitat de població era de 6.894,9 habitants/km².
Dels 1.849 habitatges en un 62,5% hi vivien nens de menys de 18 anys, en un 59,5% hi vivien parelles casades, en un 22,4% dones solteres, i en un 9,7% no eren unitats familiars. En el 7,5% dels habitatges hi vivien persones soles el 2,5% de les quals corresponia a persones de 65 anys o més que vivien soles. El nombre mitjà de persones vivint en cada habitatge era de 5,01 i el nombre mitjà de persones que vivien en cada família era de 4,97.
Per edats la població es repartia de la següent manera: un 39,8% tenia menys de 18 anys, un 12,9% entre 18 i 24, un 30,3% entre 25 i 44, un 13,5% de 45 a 60 i un 3,5% 65 anys o més.
L'edat mediana era de 24 anys. Per cada 100 dones de 18 o més anys hi havia 99,4 homes.
La renda mediana per habitatge era de 31.398 $ i la renda mediana per família de 30.160 $. Els homes tenien una renda mediana de 20.573 $ mentre que les dones 20.240 $. La renda per capita de la població era de 8.108 $. Entorn del 31,6% de les famílies i el 36,7% de la població estaven per davall del llindar de pobresa.

## Poblacions més properes
El següent diagrama mostra les poblacions més properes.